# Ді

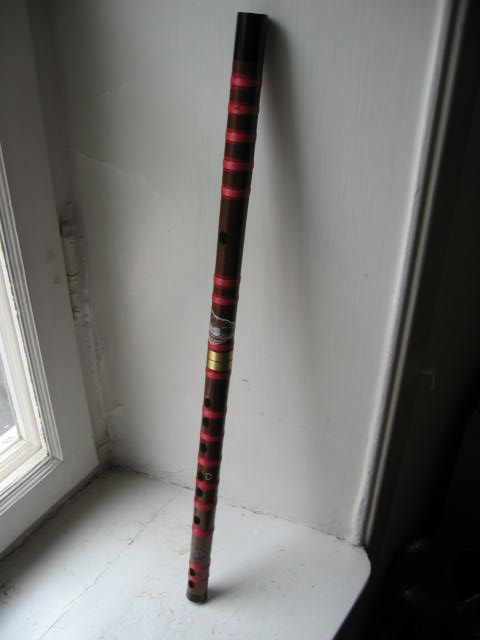
Банді

Ді (笛, 笛子) — старовинний китайський духовий інструмент, поперечна флейта з шістьма ігровими отворами. Існує два види Ді — цюйді (в оркестрі «кунцюй») та банді (в оркестрі «банцзи»).

## Джерело
- Юрій Юцевич. Музика: словник-довідник. — Тернопіль, 2003. — 404 с. — ISBN 966-7924-10-6. (html-пошук по словнику, djvu)